# Sociedade Imperatriz de Desportos
Sociedade Imperatriz de Desportos, mais conhecido simplesmente como Imperatriz, é um clube desportivo brasileiro, criado no município de Imperatriz, no Maranhão.
Manda seus jogos no Estádio Frei Epifânio desde agosto de 1973, quando este foi reinaugurado com a presença do ex-jogador da seleção brasileira Garrincha, que na ocasião jogou pela Sociedade Atlética Imperatriz a convite do então presidente do clube Severino Silva. Foi o segundo clube do interior do estado a conseguir conquistar o Campeonato Maranhense de Futebol, e possui a maior torcida do interior do Maranhão. Tendo também as duas maiores Torcidas organizadas, sendo elas a Força Jovem Cavalina e Império Vermelho. Por conta da união entre as torcidas do Sampaio Corrêa e Imperatriz não existe uma rivalidade intensa entre os clubes, consequentemente deixando um clima bastante amistoso e agradável quando os clubes se enfrentam.

## História

### Início
Fundada em 4 de janeiro de 1962 sob o nome de Sociedade Atlética Imperatriz, cuja sigla (SAI) era a mesma do Sindicato dos Arrumadores de Imperatriz, cujo time amador serviu de base nos primeiros anos. Foi rebatizada em 18 de Fevereiro de 2000 com o nome de Sociedade Imperatriz de Desportos. A agremiação foi criada por um Humberto Castro que pouco tempo depois faleceu.
Nos primeiros anos, o Imperatriz utilizava as cores vermelho e azul em seu uniforme. A partir da década de 1960, o clube passou a adotar a cor branca, que permanece até os dias atuais

### Década de 1980: estreia no Campeonato Maranhense e primeiras conquistas
O Imperatriz estreou no Campeonato Maranhense em 1980. Na primeira fase do primeiro turno, terminou em primeiro lugar no grupo B e se classificou para o quadrangular, no qual ficou na 4ª colocação. No segundo turno, terminou em 5º lugar no grupo C e foi eliminado ainda na primeira fase, se classifica para o terceiro turno por ter a 6º melhor campanha no Campeonato, mas termina em 3º lugar no seu grupo terminando na 6º colocação geral no Campeonato.
Em 1987 após boa campanha se classifica para o quadrangular final do Campeonato Maranhense junto com Maranhão (campeão do primeiro turno), Sampaio (campeão do segundo turno) e Moto Club (um dos quatro primeiros na classificação geral do Campeonato), nessa fase decisiva o Imperatriz terminou em segundo lugar e perde o título do Campeonato Maranhense para o Sampaio amargando seu primeiro Vice-Campeonato Maranhense.
No mesmo ano disputa sua primeira competição nacional: a Série B, terminando em 20º no Módulo Branco. 
No estadual de 1988 o Imperatriz foi campeão do primeiro turno se classificando para o quadrangular final novamente mas acaba ficando atrás do campeão Sampaio e Vice-campeão Moto Club ficando em 3º lugar no Campeonato.
No mesmo ano é campeão da Taça cidade de São Luís sendo o primeiro time do interior do Maranhão a conquistar o título.
Em 1993 chega a mais um quadrangular final do Campeonato Maranhense após ser campeão do Segundo turno, mas novamente perde o título, desta vez para o Maranhão amargando mais um Vice-Campeonato Maranhense. 
Em 1995 disputa a série C terminando em segundo lugar no grupo que tinha Bacabal e União - TO na primeira fase, classificando-se, na segunda fase é eliminado para o Intercap do Tocantins, terminando na 62ª posição no campeonato. 
Em 1997 disputa a Copa Norte terminando em segundo lugar no grupo sendo eliminado na primeira fase e terminando em 4 lugar na classificação geral.
O clube por vários anos não teve muito destaque no cenário futebolístico brasileiro, contando apenas com discretas participações no Campeonato Brasileiro da Série C em 2002, 2005, 2006 e 2007.
Em 2002, uma nova administração passou a tomar conta do time e, assim, o Imperatriz passou a disputar as fases finais das competições no Maranhão. Apostando em uma equipe jovem, o Cavalo de Aço começou a incomodar Sampaio Corrêa Futebol Clube, Moto Club de São Luís e Maranhão Atlético Clube, os grandes do estado. Nos anos seguintes, a base foi mantida e apenas alguns reforços chegaram para trazer experiência ao elenco.
No Campeonato Brasileiro Série C de 2003 o Imperatriz faz uma boa campanha, na primeira fase passa em primeiro lugar em grupo que tinha Sampaio e Santa Inês , na segunda fase elimina o time do Chapadinha após empatar em 1x1 em na ida e vencer por 2x1 no Frei Epifânio , na terceira fase elimina o Viana vencendo por 3x1 em casa e empatando em 2x2 em Viana. Na quarta fase é eliminado para a Tuna Luso perdendo o jogo de ida em Belém por 2x0 e vencendo na volta por 1x0 resultado insuficiente para evitar a eliminação terminando na 12º colocação geral do Campeonato   .
A fórmula deu certo em 2005, quando o alvirrubro conquistou o Campeonato Maranhense de futebol, no primeiro turno o Imperatriz fez uma campanha abaixo do esperado terminando em 6º lugar na primeira fase não se classificando para as semifinais, no segundo turno se classifica em 4º lugar conseguindo uma vaga nas semifinais, nas semifinais elimina o Chapadinha após vencer por 2x0 no Frei Epifânio e empatar por 0x0 no Lucídio Frazão em Chapadinha, na final vence o Moto Club por 2x0 em imperatriz e empata por 2x2 em São Luís sendo campeão do Segundo turno. Com o título do Segundo turno o Cavalo de Aço conquistou o direito de disputar o título contra o vencedor do primeiro turno, o Moto Club. Na final, o primeiro jogo terminou 4 a 2 para a Imperatriz e, na segunda partida, nova vitória, desta vez por 3 a 2 sendo pela primeira vez Campeão Maranhense. 
Após essa conquista, o time pôde disputar a Copa do Brasil em 2006, fato que se repetiu em 2008, 2016. Já no Campeonato Brasileiro Série C, o alvirrubro participou em 2002, 2003, 2005, 2006 e 2007. A evolução da equipe se manteve, principalmente em 2007, quando chegou ao vice-campeonatos maranhense e da Taça de São Luís.
Em 02 de maio de 2015, sagrou-se campeão maranhense pela segunda vez após uma vitória em cima do grande rival da Capital, o Sampaio Corrêa. Com gols de Júnior Chicão, Rubens (pênalti) e Diogo Valderrama garantiu a vitória e as vagas para disputar o Campeonato Brasileiro Série D 2015, além da Copa do Brasil e Copa do Nordeste em 2016.
Em 2018, o Imperatriz voltou à disputar a final do Campeonato Estadual contra o Moto Clube. Na primeira partida, derrota por 0x3, no Castelão, em São Luis. Na volta, a vitória por 2x1, no Frei Epifânio, não foi suficiente para reverter a vantagem do adversário e o Cavalo de Aço amargou o vice-campeonato.
Na Série D de 2018 passou em segundo lugar em um grupo que tinha o América (RN), Belo Jardim e Guarani de Juazeiro, na segunda fase elimina o América após vencer o primeiro jogo no Frei Epifânio por 1x0 e perde na volta na Arena das dunas por 2x1 e vencer nos pênaltis por 5x4, nas oitavas eliminou o Moto Club após vencer por 2x1 no Frei Epifânio e por 4x2 no Castelão, nas quartas de final o Imperatriz consegue o acesso à série C após vencer o Manaus no primeiro jogo em casa por 1x0 e perder na volta no Estádio da Colina por 2x1 e ganhar nos pênaltis por 3x2 conquistando o tão sonhado acesso a Série C de 2019, nas semifinais finais é eliminado perdendo para o Treze nos pênaltis após vencer a ida por 1x0 e perder na volta pelo mesmo placar terminando o Campeonato na 4º colocação geral ( melhor campanha de um time do interior do Maranhão em uma competição nacional ).  
Em 2019 O Imperatriz reencontrou o Moto Club na decisão do Estadual. Na primeira partida, no Frei Epifânio, um empate em 0x0. Na finalíssima, em São Luis, o Imperatriz surpreendeu o até então invicto Moto Clube e venceu por 3x2, vencendo a revanche e sagrando-se tri-campeão estadual.
Na Série C de 2019 passou da primeira fase em 3º lugar num grupo de 10 clubes juntamente com Náutico (PE), Sampaio e Confiança deixando pra trás Ferroviário-CE, Botafogo (PB), Santa Cruz, Treze (PB), ABC FC e Globo FC classificando-se para as quartas de finais no qual é eliminado para Juventude  perdendo o acesso à Série B de 2020 mas terminando na 6º colocação .  
Em 2020, durante a Pandemia de COVID-19, teve sua gestão terceirizada para a empresa JB Sports que acabou sendo desastrosa e foi rebaixado a Série D 2021 com quatro partidas de antecedência. A péssima gestão instaurou a pior crise da história do clube e culminou nos dois primeiros rebaixamentos do clube.
Em 2021, foi rebaixado a Segunda divisão do Campeonato Maranhense, sendo esta, seu primeiro rebaixamento a segundona.
Em 2022 é campeão da Copa Maranhão Sub 19 vencendo na final o Tuntum conquistando a classificação inédita a Copa São Paulo de Futebol Júnior.
Em 2023 após dois anos na segunda divisão do estadual, o Imperatriz retorna a elite do estadual com o Vice-Campeonato da segunda divisão do maranhense.
Em 2024 termina na 3º colocação geral no Campeonato Maranhense retornando as competições nacionais sendo a Série D. 
Também em 2024 torna-se bicampeão da Copa Maranhão classificando-se pela segunda vez a Copa São Paulo de Futebol Jr.

## Estádio
O clube manda seus jogos para o Estádio Frei Epifânio, mais conhecido como Caldeirão, com capacidade para 10.100 espectadores. Tendo como público recorde de aproximadamente 30 mil pessoas, na final maranhense de 2015 contra o Sampaio Corrêa (Imperatriz 3 x 1 Sampaio Corrêa)

## Títulos
| Estaduais  | Estaduais                          | Estaduais | Estaduais         |
|            | Competição                         | Títulos   | Temporadas        |
| ---------- | ---------------------------------- | --------- | ----------------- |
|            | Campeonato Maranhense              | 3         | 2005, 2015, 2019  |
|            | Copa FMF                           | 1         | 1988              |
|            | 1ºTurno do Campeonato Maranhense   | 2         | 2007, 2013        |
|            | 2ºTurno do Campeonato Maranhense   | 1         | 2005              |
|            | 1ºTurno da Taça Cidade de São Luís | 1         | 2007              |
| Municipais |                                    |           |                   |
|            | Competição                         | Títulos   | Temporadas        |
|            | Campeonato Imperatrizense          | 3         | 1990, 1993 e 2017 |

### Campanhas de destaque
- Vice-Campeonato Maranhense: 1987, 1993, 2007, 2013, 2018, 2025.
- Vice-Campeonato da Taça Cidade de São Luís: 2006, 2007
- Vice-Campeonato do 1ºTurno Maranhense: 2003, 2017
- Vice-Campeonato Maranhense da Segunda divisão: 2023
- Campeonato Brasileiro Serie D: 4º Colocado 2018
- Campeonato Brasileiro Serie C: 6º Colocado 2019
- Copa Norte: 4º Colocado 1997

### Categorias de base
Ao conquistar a Copa Maranhão sub-19, em 2022, o Imperatriz logrou se classificar, pela primeira vez na sua história, para a Copa São Paulo de Futebol Jr. 
Em 2024 torna-se bicampeão da Copa Maranhão classificando-se pela segunda vez a Copa São Paulo de Futebol Jr.
| Estaduais  | Estaduais                                           | Estaduais | Estaduais   |
|            | Competição                                          | Títulos   | Temporadas  |
| ---------- | --------------------------------------------------- | --------- | ----------- |
|            | Copa Maranhão Sub - 19 e 20                         | 2         | 2022 e 2024 |
|            | Copa Maranhão Sub - 19 "etapa sul"                  | 2         | 2022 e 2023 |
|            | Copa Maranhão do Sul Sub - 23 "etapa de Imperatriz" | 1         | 2021        |
|            | Campeonato Maranhense Sub - 15                      | 1         | 2015        |
| Municipais |                                                     |           |             |
|            | Competição                                          | Títulos   | Temporadas  |
|            | Campeonato Imperatrizense Sub - 19                  | 1         | 2018        |

## Estatísticas

#### Participações
|  | Participações em 2025 |

| Competição | Competição            | Temporadas | Melhor campanha             | Estreia | Última | P | R |
| Maranhão   | Campeonato Maranhense | 41         | Campeão (2005, 2015 e 2019) | 1980    | 2025   |   | 1 |
| Maranhão   | 2ª Divisão            | 2          | Vice-campeão (2023)         | 2022    | 2023   | 1 |   |
|            | Copa Norte            | 1          | 4º colocado (1997)          | 1997    | 1997   |   |   |
|            | Copa do Nordeste      | 3          | Grupos (2016 e 2020)        | 2016    | 2022   |   |   |
| Brasil     | Série B               | 1          | 20º colocado (1987 - MB)    | 1987    | 1987   | – | – |
| Brasil     | Série C               | 8          | 6º colocado (2019)          | 1995    | 2020   | – | 1 |
| Brasil     | Série D               | 4          | 4º colocado (2018)          | 2015    | 2025   | 1 |   |
| Brasil     | Copa do Brasil        | 6          | 1ª fase (6 vezes)           | 2006    | 2026   |   |   |

## Rivalidades
O Imperatriz tem alta rivalidade com os clubes da capital maranhense, sendo as mais marcantes contra o Maranhão na qual realiza o clássico Marantriz e com o Moto. A rivalidade com o Sampaio fica apenas dentro de campo, geralmente as partidas são bastante amistosas. A aliança entre as torcidas do Colorado e Tricolor colaboram bastante para esse clima amigável. 
- Possui como rival também o Tocantins esporte Clube da mesma cidade ( equipe que atualmente está licenciada do futebol profissional ) cujo clássico chamasse Tocantriz. [1]

## Jogadores históricos e Ídolos
- Ralf
- Junior Chicão
- Matheus Lima
- Rodrigo Ramos
- Jean
- Lindoval[29]
- Rubens Viera Torres[30]
- Cristiano Silva[31]
- Vavá
- Duílio
- James
- Fabinho
- Ary Magrão
- Valdo
- Bento
- Edimar Pereira